# Висс, Тома
Тома Висс (фр. Thomas Wyss, 29 августа 1966) — швейцарский футболист, выступавший на позиции полузащитника за сборную Швейцарии и швейцарские клубы.

## Клубная карьера
Тома Висс начинал карьеру футболиста в швейцарском клубе «Люцерн». 15 июня 1985 года он дебютировал в Национальной лиге А, выйдя на замену в гостевом поединке против «Санкт-Галлена». В 1986 году Висс перешёл в «Арау». 23 мая 1987 года он забил свой первый мяч в лиге, выведя свою команду вперёд в счёте в домашнем матче с «Локарно».
В 1989 году полузащитник перешёл в «Грассхоппер», с который выиграл чемпионат и дважды Кубок Швейцарии. следующие пять сезонов. В 1990 году Висс стал игроком «Санкт-Галлена», а спустя три года вернулся в «Арау», а ещё через год — в «Люцерн», за который выступал до завершения карьеры игрока в 2002 году. 22 июля 2000 года он сделал хет-трик в гостевом поединке Национальной лиги А против «Базеля», что не спасло его команду даже от крупного поражения (4:7). 

## Карьера в сборной
5 июня 1988 года Тома Висс дебютировал за сборную Швейцарии, выйдя в основном составе в домашнем товарищеском матче с командой Испании.   
Тома Висс был включён в состав сборной Швейцарии на чемпионат мира по футболу 1994 года в США, где сыграл в одном матче, выйдя на замену в конце поединка со США.  

## Достижения
«Грассхоппер»  
- Чемпион Швейцарии (1): 1989/90
- Обладатель Кубка Швейцарии (2): 1988/89, 1989/90